# 特塔魯鄉

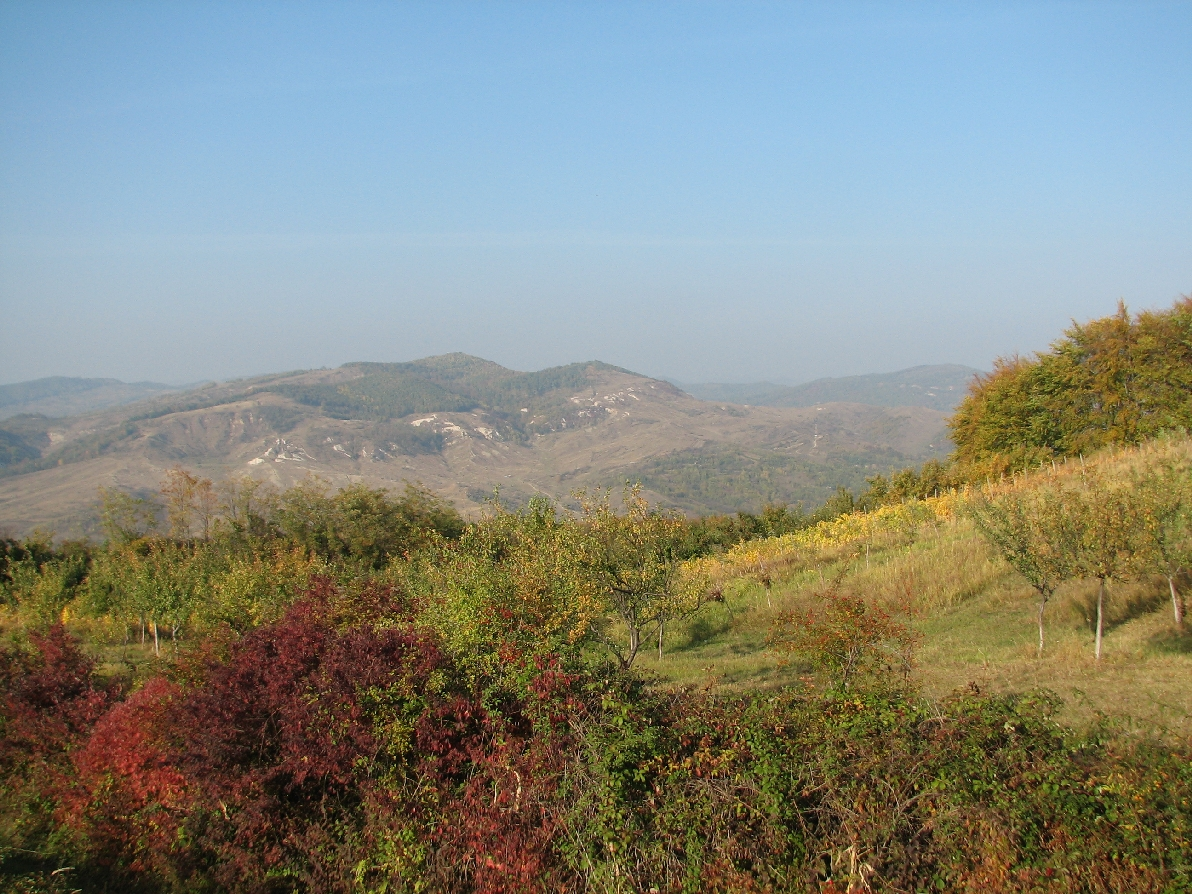

45°06′30″N 26°18′28″E / 45.1082°N 26.3078°E
特塔魯鄉（羅馬尼亞語：Comuna Tătaru, Prahova），是羅馬尼亞的鄉份，位於該國中南部，由普拉霍瓦縣負責管轄，處於布加勒斯特以北80公里，每年平均降雨量1,037毫米，海拔高度415米，2007年人口1,170。